# K-W United FC
K-W United FC, anteriormente conhecido como Hamilton FC Rage, era uma agremiação esportiva da cidade de Waterloo, Ontário. A equipe disputava a Premier Development League. 

## História
A equipe foi fundada em 2010 com o nome de Hamilton FC Rage, e se situava na cidade de Hamilton. Seu primeiro jogo foi contra o Toronto Lynx, perdendo por 2x0. Sua primeira vitória foi uma goleada por 5x0 em cima do Ottawa Fury.

### Realocação
Em 2012 a equipe foi vendida e realocada para a região de Kitchener-Waterloo. Com isso, a equipe foi renomeada para K-W United FC, sendo K-W a primeira letra do nome das duas cidades.

## Títulos
Campeão Invicto
| NACIONAIS      | NACIONAIS                  | NACIONAIS | NACIONAIS  |
|                | Competição                 | Títulos   | Temporadas |
| -------------- | -------------------------- | --------- | ---------- |
| Estados Unidos | Premier Development League | 1         | 2015       |